# Tercer gobierno de Nicolás Maduro
El tercer gobierno de Nicolás Maduro, inició con su cuestionada toma de posesión el 10 de enero de 2025 en el Palacio Federal Legislativo. Maduro fue proclamado vencedor de las elecciones presidenciales de 2024 por el Consejo Nacional Electoral sin mostrar los comprobantes electorales y a pesar de las denuncias de fraude electoral por parte de la oposición y la comunidad internacional, que reivindican la victoria del candidato Edmundo González Urrutia.

## Gabinete
| Sector                                                                                    | Cargo                                                                              | Titular                       | Nombramiento          | Ref.   |
| ----------------------------------------------------------------------------------------- | ---------------------------------------------------------------------------------- | ----------------------------- | --------------------- | ------ |
| Presidente de la República y Presidente del Consejo de Ministros                          | Presidente de la República y Presidente del Consejo de Ministros                   | Nicolás Maduro                | 10 de enero de 2025   |        |
| Vicepresidenta Ejecutiva de la República y Vicepresidenta del Consejo de Ministros        | Vicepresidenta Ejecutiva de la República y Vicepresidenta del Consejo de Ministros | Delcy Rodríguez               | 10 de enero de 2025   |        |
| Economía                                                                                  | Vicepresidencia Sectorial de Economía                                              | Delcy Rodríguez               | 10 de enero de 2025   |        |
| Economía                                                                                  | Ministerio de Hidrocarburos                                                        | Delcy Rodríguez               | 10 de enero de 2025   |        |
| Economía                                                                                  | Ministerio de Industria y Producción Nacional                                      | Alex Saab                     | 10 de enero de 2025   |        |
| Economía                                                                                  | Ministerio de Economía y Finanzas                                                  | Anabel Pereira Fernández      | 10 de enero de 2025   |        |
| Economía                                                                                  | Ministerio de Agricultura Productiva y Tierras                                     | Julio León Heredia            | 5 de febrero de 2025  |        |
| Economía                                                                                  | Ministerio de Pesca y Acuicultura                                                  | Juan Carlos Loyo              | 10 de enero de 2025   |        |
| Economía                                                                                  | Ministerio de Agricultura Urbana                                                   | Ángel Prado                   | 10 de enero de 2025   |        |
| Economía                                                                                  | Ministerio de Alimentación                                                         | Carlos Leal Tellería          | 10 de enero de 2025   |        |
| Economía                                                                                  | Ministerio de Desarrollo Minero Ecológico                                          | Héctor Silva                  | 10 de enero de 2025   |        |
| Economía                                                                                  | Ministerio de Comercio Nacional                                                    | Luis Antonio Villegas Ramírez | 3 de febrero de 2025  |        |
| Economía                                                                                  | Ministerio de Comercio Exterior                                                    | Coromoto Godoy                | 15 de enero de 2025   |        |
| Planificación                                                                             | Vicepresidencia Sectorial de Planificación                                         | Ricardo Menéndez              | 10 de enero de 2025   |        |
| Planificación                                                                             | Ministerio de Planificación                                                        | Ricardo Menéndez              | 10 de enero de 2025   |        |
| Social y Territorial                                                                      | Vicepresidencia Sectorial para el Socialismo en lo Social y Territorial            | Héctor Rodríguez Castro       | 10 de enero de 2025   |        |
| Social y Territorial                                                                      | Ministro de Educación                                                              | Héctor Rodríguez Castro       | 10 de enero de 2025   |        |
| Social y Territorial                                                                      | Ministerio de Deportes                                                             | Franklin Cardillo             | 17 de febrero de 2025 |        |
| Social y Territorial                                                                      | Ministerio de la Juventud                                                          | Grecia Colmenares             | 10 de enero de 2025   |        |
| Social y Territorial                                                                      | Ministerio del Proceso Social del Trabajo                                          | Francisco Torrealba           | 10 de enero de 2025   |        |
| Social y Territorial                                                                      | Ministerio de Hábitat y Vivienda                                                   | Raúl Alfonso Paredes          | 10 de enero de 2025   |        |
| Social y Territorial                                                                      | Ministerio de las Comunas y los Movimientos Sociales                               | Ángel Prado                   | 10 de enero de 2025   |        |
| Social y Territorial                                                                      | Ministerio de los Pueblos Indígenas                                                | Clara Vidal                   | 10 de enero de 2025   |        |
| Social y Territorial                                                                      | Ministerio de la Mujer y la Igualdad de Género                                     | Jhoana Carrillo               | 10 de enero de 2025   |        |
| Social y Territorial                                                                      | Ministerio de los Adultos Mayores                                                  | Magaly Gutiérrez              | 29 de mayo de 2024    | [ 10 ] |
| Social y Territorial                                                                      | Ministerio de Ciencia y Tecnología                                                 | Gabriela Jiménez Ramírez      | 10 de enero de 2025   |        |
| Social y Territorial                                                                      | Ministerio de Salud                                                                | Magaly Gutiérrez Viña         | 10 de enero de 2025   |        |
| Social y Territorial                                                                      | Ministerio de Educación Universitaria                                              | Ricardo Sánchez Mujica        | 10 de enero de 2025   |        |
| Soberanía, Política, Seguridad y Paz                                                      | Vicepresidencia Sectorial para Soberanía Política, Seguridad y Paz                 | Vladimir Padrino López        | 10 de enero de 2025   |        |
| Soberanía, Política, Seguridad y Paz                                                      | Ministerio de la Defensa                                                           | Vladimir Padrino López        | 10 de enero de 2025   |        |
| Soberanía, Política, Seguridad y Paz                                                      | Ministerio del Despacho de la Presidencia y Seguimiento de la Gestión de Gobierno  | Aníbal Coronado               | 10 de enero de 2025   |        |
| Soberanía, Política, Seguridad y Paz                                                      | Ministerio de Relaciones Exteriores                                                | Yván Gil                      | 10 de enero de 2025   |        |
| Seguridad Ciudadana                                                                       | Vicepresidencia Sectorial de Seguridad Ciudadana                                   | Diosdado Cabello              | 10 de enero de 2025   |        |
| Seguridad Ciudadana                                                                       | Ministerio de Relaciones Interiores, Justicia y Paz                                | Diosdado Cabello              | 10 de enero de 2025   |        |
| Seguridad Ciudadana                                                                       | Ministerio del Servicio Penitenciario                                              | Julio García Zerpa            | 10 de enero de 2025   |        |
| Comunicación, Cultura y Turismo                                                           | Vicepresidencia Sectorial de Comunicación, Cultura y Turismo                       | Freddy Ñáñez                  | 10 de enero de 2025   |        |
| Comunicación, Cultura y Turismo                                                           | Ministerio de Comunicación e Información                                           | Freddy Ñáñez                  | 10 de enero de 2025   |        |
| Comunicación, Cultura y Turismo                                                           | Ministerio de Turismo                                                              | Leticia Gómez                 | 10 de enero de 2025   |        |
| Comunicación, Cultura y Turismo                                                           | Ministerio de Cultura                                                              | Ernesto Villegas              | 10 de enero de 2025   |        |
| Obras Públicas y Servicios                                                                | Vicepresidencia Sectorial de Obras Públicas y Servicios                            | Néstor Reverol                | 10 de enero de 2025   |        |
| Obras Públicas y Servicios                                                                | Ministerio de Energía Eléctrica                                                    | Néstor Reverol                | 10 de enero de 2025   |        |
| Obras Públicas y Servicios                                                                | Ministerio de Ecosocialismo                                                        | Ricardo Molina                | 17 de febrero de 2025 |        |
| Obras Públicas y Servicios                                                                | Ministerio de Atención de las Aguas                                                | Carlos Max Giusti             | 10 de enero de 2025   |        |
| Obras Públicas y Servicios                                                                | Ministerio de Obras Pública                                                        | Raúl Alfonso Paredes          | 10 de enero de 2025   |        |
| Obras Públicas y Servicios                                                                | Ministerio de Transporte Terrestre                                                 | Ramón Celestino Velázquez     | 10 de enero de 2025   |        |
| Ministerio del Estado para la Nueva Frontera de Paz                                       | Ministerio del Estado para la Nueva Frontera de Paz                                | Gerardo Izquierdo Torres      | 10 de enero de 2025   |        |
| Secretaría Permanente del Consejo de Ministros de la República                            | Secretaría Permanente del Consejo de Ministros de la República                     | José Adelino Ornelas Ferreira | 10 de enero de 2025   |        |
| Procuraduría General de la República                                                      | Procuraduría General de la República                                               | Reinaldo Muñoz Pedroza        | 10 de enero de 2025   |        |
| Fuente: Ministerio del Despacho de la Presidencia y Seguimiento de la Gestión de Gobierno |                                                                                    |                               |                       |        |